# Nechválova Polianka
Nechválova Polianka (in ungherese Szinnamező, in tedesco Nechwald o Negwald) è un comune della Slovacchia facente parte del distretto di Humenné, nella regione di Prešov.
Il villaggio venne menzionato per la prima nel 1547 quando costituiva uno dei domini della Signoria di Humenné. Nel XVIII secolo passò ai conti Klobussicyi. Nel 1944 si ribellò all'occupazione nazista.